# Adolphe Pégoud

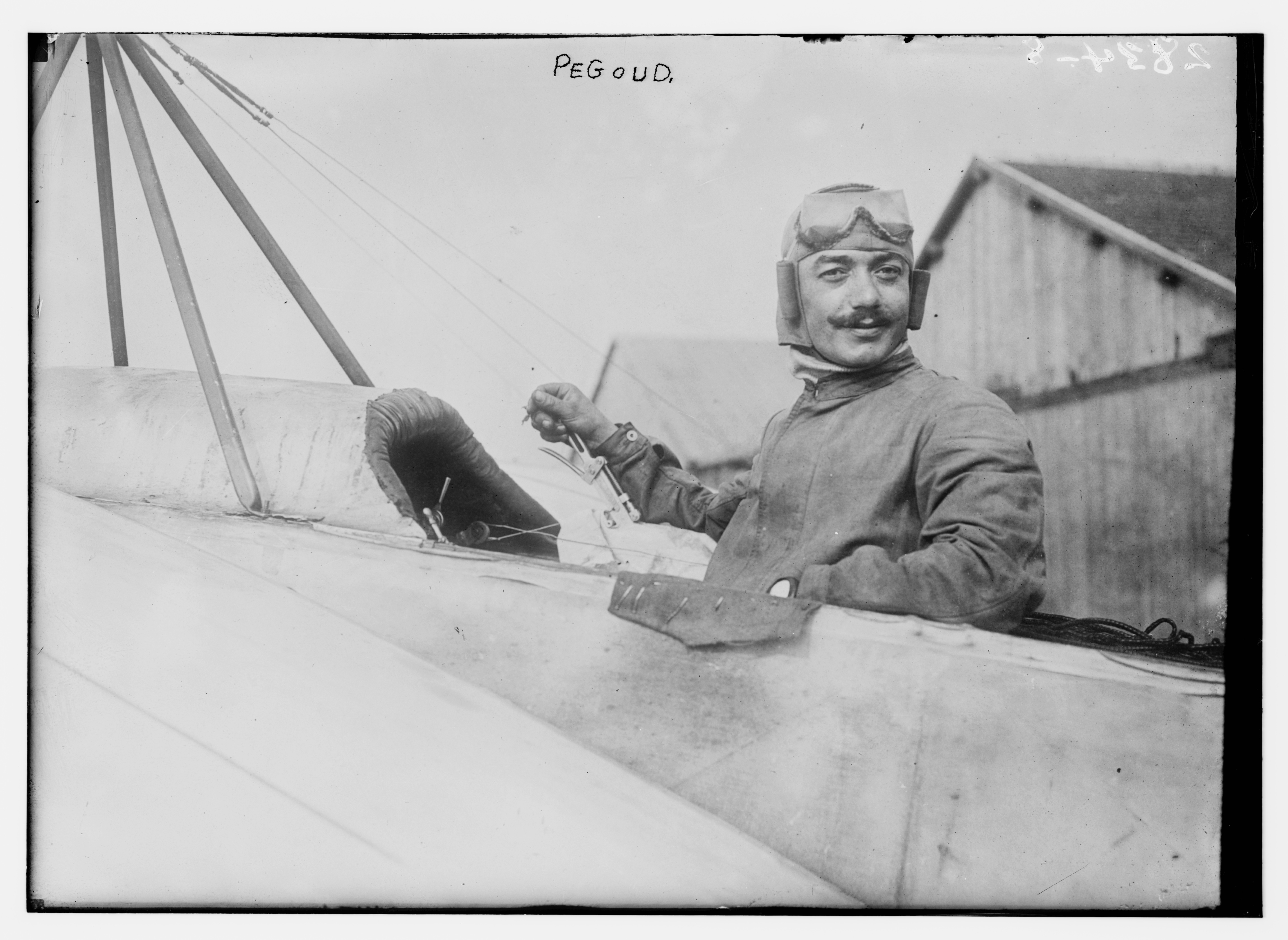
Adolphe Pégoud

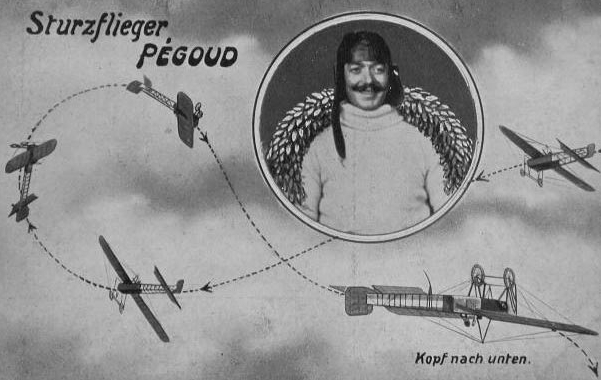
Duitse vooroorlogse postkaart met Pégouds looping

Adolphe Célestin Pégoud (Montferrat (Isère), 13 juni 1889 – Petit-Croix, 31 augustus 1915) was een welbekende Franse piloot en de eerste vliegende aas. Pégoud diende van 1907 tot 1913 in het Franse leger. Onmiddellijk daarna begon hij met vliegen, behaalde zijn vliegbrevet en was een paar maanden later, op 21 september 1913, testpiloot voor Louis Blériot in een Blériot XI. Hij was de eerste piloot die met een parachute uit een vliegtuig sprong.
Tijdens een serie van testvluchten maakte hij een looping, naar alle waarschijnlijkheid de eerste die ooit werd gevlogen. Daarbij gebruikte hij - ook voor het eerst - een veiligheidsgordel. Deze prestatie wekte veel belangstelling. Hij werd voor de wereldtentoonstelling van 1913 te Gent uitgenodigd om op 3 november 1913 zijn vliegkunsten te demonstreren op het vliegveld Sint-Denijs-Westrem, vlak bij de locatie van de tentoonstelling.
Bij het uitbreken van de Eerste Wereldoorlog meldde hij zich bij de Franse luchtmacht en werd aangenomen om verkenningsvluchten uit te voeren. Op 5 februari 1915 schoot hij twee Duitse vliegtuigen uit de lucht en dwong een derde naar de grond. In juli 1915 had hij zes overwinningen op zijn naam. Op 31 augustus werd hij op 26-jarige leeftijd zelf neergehaald, ironisch genoeg door een van zijn vroegere Duitse leerlingpiloten, onderofficier Otto Kandulski. Bij zijn begrafenis dropte Kandulski een rouwkrans boven de Franse linies.

## Pégoud en Gent
Adolphe Pégoud is niet vergeten in Gent. Een stadsdeel in Sint-Denijs-Westrem kreeg de naam The Loop en de Adolphe Pégoudlaan loopt dwars door de deelgemeente. Gentenaars waren vlug om zijn vliegkunst op tekst te plaatsen:

En Pigoe goa noar omuuge

Om zaan kunste te vertuuge

Iest op zaane rugge

En toens op zaanen buik

En zuu vliegt jaa de pieste 'n' uit!

(En Pégoud gaat naar boven / om zijn kunsten te vertonen / eerst op zijn rug / en dan op zijn buik / en zo vliegt hij de piste uit)